# Jan Garlicki
Jan Michał Garlicki (ur. 23 maja 1914 w Kocmyrzowie, zm. 22 kwietnia 1989 w Krakowie) – polski prawnik i archiwista, wiceprezydent Krakowa (1951–1971), poseł na Sejm PRL VI kadencji (1972–1976).

## Życiorys

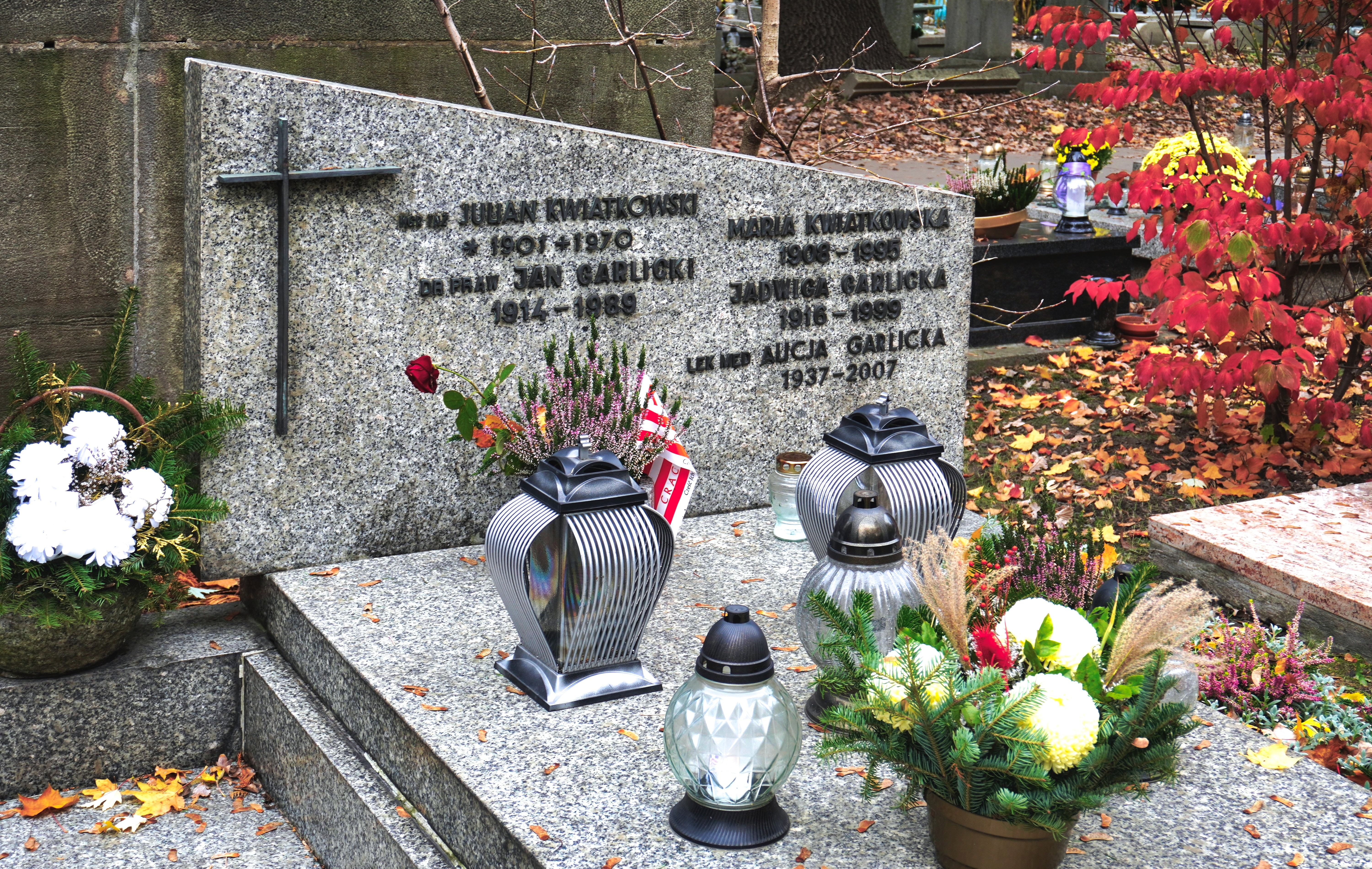
Grób Jana Garlickiego na Cmentarzu Rakowickim w Krakowie

Syn Michała i Jadwigi. Uzyskał stopień doktora praw na Uniwersytecie Jagiellońskim, ukończył też w 1956 Wieczorowy Uniwersytet Marksizmu-Leninizmu w Krakowie. Pracował w administracji miejskiej i powiatowej w Chrzanowie (jako sekretarz Powiatowej Rady Narodowej). Na przełomie lat 40. i 50. pełnił obowiązki naczelnika Wydziału Samorządowego oraz kierownika Wydziału Organizacyjnego Wojewódzkiej Rady Narodowej w Krakowie. W latach 1951–1971 zasiadał w prezydium Rady Narodowej miasta Krakowa. Po odejściu z pracy w administracji terenowej objął funkcję dyrektora Państwowego Archiwum dla miasta Krakowa i województwa krakowskiego (do 1977). W 1975 został członkiem prezydium Krakowskiego Komitetu Frontu Jedności Narodu.
Działał w Stronnictwie Demokratycznym (od 1948), m.in. przewodnicząc Wojewódzkiemu Komitetowi w Krakowie (1959–1972) oraz zasiadając w Centralnym Komitecie (1961–1973) i Centralnej Komisji Rewizyjnej w Warszawie. W 1972 uzyskał mandat posła na Sejm PRL VI kadencji z okręgu Kraków, który pełnił do 1976. Zasiadał w Komisjach Budownictwa i Gospodarki Komunalnej (jako wiceprzewodniczący) oraz Spraw Zagranicznych.
Został pochowany na cmentarzu Rakowickim (kwatera Pas 69A-wsch-2).

## Ordery i odznaczenia
- Krzyż Komandorski Orderu Odrodzenia Polski (1969)[3]
- Krzyż Oficerski Orderu Odrodzenia Polski
- Krzyż Kawalerski Orderu Odrodzenia Polski
- Złoty Krzyż Zasługi (17 lipca 1954)[4]
- Medal 10-lecia Polski Ludowej (22 lipca 1955)[5]